# Модест (Потапов)

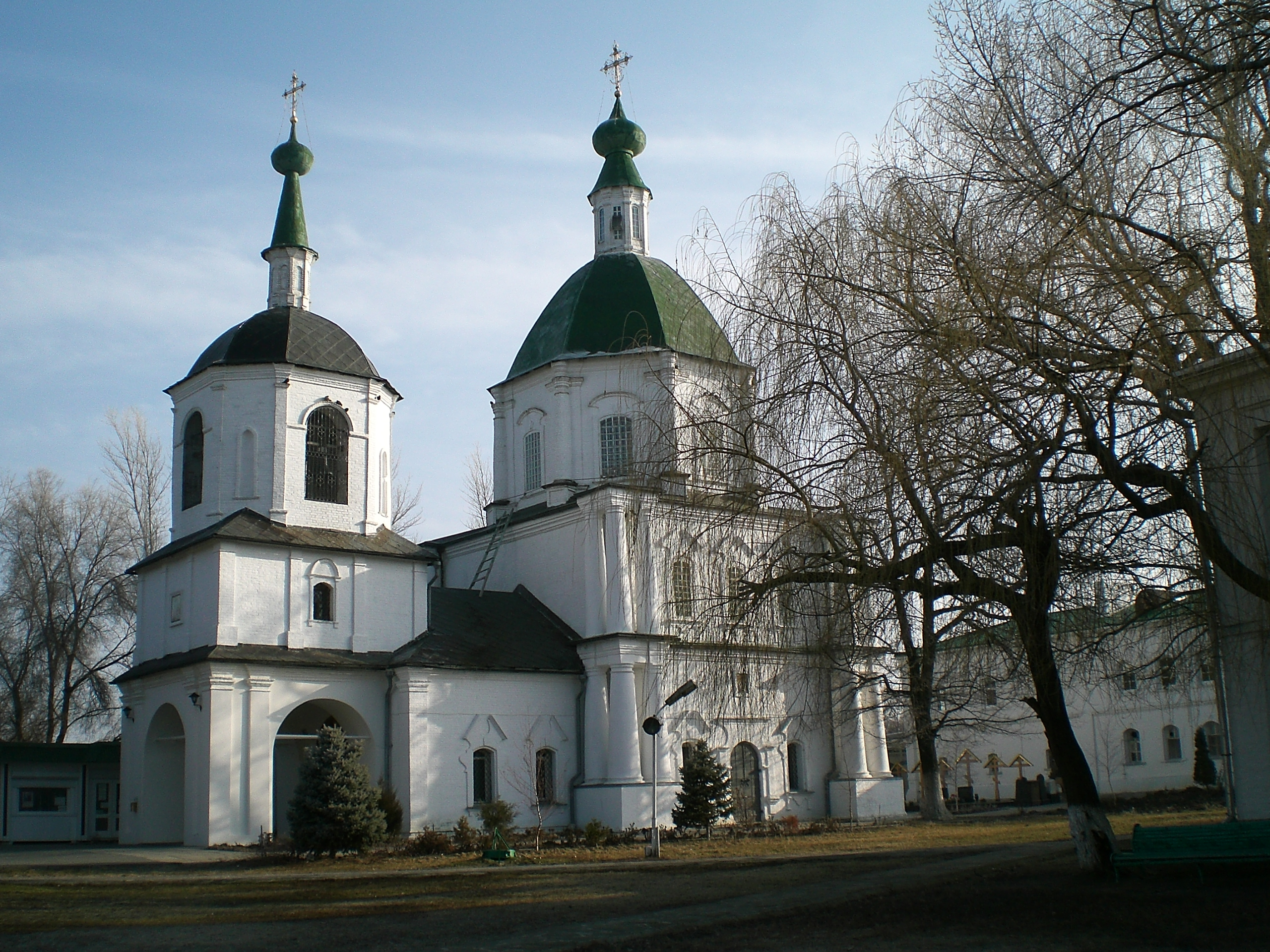
Храм Донской иконы Божьей Матери

Архимандри́т Модест (в миру  Михаил Харитонович Потапов; 20 ноября 1926, хутор Павло-Очаково, Азовский район, Ростовская область — 14 марта 2002, Донской Старочеркасский монастырь) — архимандрит Русской православной церкви, настоятель Свято-Донского Старочеркасского Ефремовоского мужского монастыря.

## Биография
Родился 20 ноября 1926 года в хуторе Павло-Очаково Азовского района Ростовской области в крестьянской семье Харитона и Анны Потаповых, которые привили детям любовь к Богу и ближним. Михаил был младшим в семье.
Маленький Миша с раннего детства стал всех удивлять своим благочестием и с 5 лет начал поститься. Михаил любил посещать церковные службы. Известно, что Михаил соорудил из подручных материалов кадило и стал серьёзно служить Богу. А когда его отвлекали, говорил: «Не мешайте мне — я Богу служу!». В храме Святого Георгия Победоносца с. Кулешовка Азовского района Михаил нес свое церковное послушание. По-возможности, Михаил пел на клиросе кафедрального Собора Рождества Пресвятой Богородицы в Ростове-на-Дону. После окончания службы в армии поступил в 1947 году в Азовское морское училище и по его окончании стал радистом в Азовском рыбкомбинате. Он проработал около 17 лет. Первым духовным наставником будущего подвижника был архимандрит Иоанн (Маслов), воспитанник великих Глинских старцев.
Позже отец Иоанн направил его в Тбилиси, в русский храм Александра Невского, где он встретил прозорливых Глинских старцев митрополита Зиновия (Мажугу) (в схиме — Серафим) и схиархимандрита Виталия (Сидоренко), которые в разные годы были его духовниками.
22 апреля 1976 года Архиепископ Ростовский и Новочеркасский Иоасафом (Овсянниковым) рукоположил Михаила в сан диакона, а с 28 августа того же года (день празднования Успения Божией Матери) — в иереи (священники). 24 ноября 1978 указом правящего архиерея был назначен настоятелем Покровского молитвенного дома года Шахты и прослужил в городе Шахты с 1976 года по 1986 год. Отец Михаил с полной самоотдачей служил в Храме Покрова Пресвятой Богородицы города Шахты.
За время своего священнического служения архимандрит Модест начал восстановление Новочеркасского Вознесенского кафедрального собора в городе Новочеркасске и воссоздал многие храмы и два монастыря в Ростовской епархии.
В 1985 году в Тбилиси митрополит Серафим (Зиновий (Мажуга)) постриг отца Михаила в монахи с именем Модест, восприемником стал схиархимандрит Виталий (Сидоренко).
Митрополит Ростовский и Новочеркасский Владимир (Сабодан) в 1986 году возвёл иеромонаха Модеста в сан игумена, а в 1989 году был назначен настоятелем Новочеркасского Вознесенского кафедрального собора.
С 1986 года по 1994 год служил в Новочеркасском Вознесенском кафедральном соборе.
В 1991 году архимандрит Модест был переведён наместником во вновь образованный Свято-Иверский женский монастырь в городе Ростов-на-Дону.
Весной 1994 года архимандрит Модест стал первым наместником возрождённого Свято-Донского Старочеркасского мужского монастыря в станице Старочеркасская и служил там до самого окончания земного пути.
Скончался архимандрит Модест 14 марта 2002 года и был похоронен за алтарем Свято-Донского храма в станице Старочеркасской. Архимандрит Модест стал известным подвижником благочестия на донской земле. Очень много паломников бывают на могилке у архимандрита Модеста и просят его молитв перед Богом и заступничества. На данный момент существуют множество свидетельств помощи нуждающимся по молитвам архимандрита Модеста как при жизни, так и после. Незадолго до смерти он говорил своим духовным чадам: «Приходите ко мне на могилу. Если заслужу благодать у Господа, то буду помогать вам». Сейчас на могиле старца всегда живые цветы, верующие люди приезжают, молятся и получают от Господа исцеления по молитвенному предстательству архимандрита Модеста. Готовится материал по канонизации и причисления к лику святых архимандрита Модеста (Потапова).